# لاکتولوز
لاکتولوز (به انگلیسی: LACTULOSE) یک نوع قند مصنوعی (ساخته‌شده در آزمایشگاه) است که در بدن انسان به‌طور طبیعی وجود ندارد، اما برای درمان بعضی از مشکلات گوارشی به کار می‌رود. این ماده بیشتر برای درمان یبوست و همچنین کاهش سطح آمونیاک خون در کسانی که مشکلات کبدی دارند (مثل بیماران مبتلا به سیروز یا همان نارسایی کبد ) تجویز می‌شود.
وقتی لاکتولوز را می‌خورید، در روده کوچک جذب نمی‌شود و مستقیم وارد روده بزرگ می‌شود. در آن‌جا، با کمک باکتری‌های روده، تخمیر می‌شود و باعث جذب آب به درون روده می‌گردد. این کار باعث نرم‌تر شدن مدفوع و راحت‌تر شدن دفع آن می‌شود.
در بیماران کبدی، لاکتولوز کمک می‌کند که بدن آمونیاک (که می‌تواند باعث آسیب مغزی شود) را کمتر جذب کند و از راه مدفوع دفع کند.
طعم این دارو شیرین است و معمولاً به‌صورت شربت مصرف می‌شود. ممکن است در آغاز مصرف باعث نفخ یا دل‌پیچه شود، اما این عوارض معمولاً با گذشت زمان کمتر می‌شوند.
رده درمانی: ملین هیپراسموتیک
اشکال دارویی: شربت

## موارد مصرف
لاکتولوز به‌عنوان ملین هایپراسموتیک دفع مدفوع را آسان می‌کند. این دارو برای کاهش آمونیاک خون نیز در پیشگیری و درمان آنسفالوپاتی کبدی مصرف می‌شود.

## مکانیسم اثر
لاکتولوز نوعی کربوهیدرات صناعی است که در روده توسط باکتری‌های فلور طبیعی روده به‌ اسید لاکتیک، اسید فرمیک و اسید استیک تبدیل می‌شود و فشار هیپراسموتیک ایجاد می‌کند. این‌ عمل باعث جذب آب و افزایش حجم محتویات روده و در نتیجه افزایش دفع از کولون می شود.
[بطور کلی لاکتولوز از یک مولکول گالاکتوز و یک مولکول فروکتوز تشکیل شده است.در کولون یا روده بزرگ توسط فلور نرمال یا باکتریهای طبیعی روده تخمیر شده و short chain free fatty acid های را تشکیل می دهد که توسط اندوتلیوم کولون قابل جذب نیست(کولون قادر به جذب free fatty acid ها می باشد). این محصولات یک فشار هایپراسمولار در داخل لومن روده تشکیل داده و آب را بدنبال خود از سلولها و مایع میان بافتی به داخل لومن یا محفظه روده بزرگ کشیده و باعث دفع راحت تر می شوند.
(دکتر سهیل سخاوت)]

## عوارض جانبی
لاکتولوز داروی کم عارضه‌ای است اما عوارض جانبی آن کرامپ، اسهال، ایجاد گاز، آروغ زدن، سکسکه، ناراحتی معده، نفخ و افزایش تشنگی می‌باشد.
گوش درد و کاهش میزان شنوایی گوش یکی دیگر از عوارض شربت لاکتولوز می‌باشد.

## توصیه مصرف
- جهت طعم دهی بهتر این دارو میتوانید آن را در آب، آب میوه یا شیر رقیق کنید و یا آن را با غذا مصرف نمایید.
- توجه کنید که، اثر ضد یبوستی لاکتولوز ممکن است ۲۴-۴۸ ساعت پس از مصرف دارو اتفاق بیفتد.
- توصیه می شود آن را بیش از دوز پیشنهاد شده برای طولانی مدت استفاده نکنید.
- بهترین زمان مصرف بعد صبحانه در حد یک یا دو قاشق غذاخوری است و بهتر است بعد آن یک یا دو لیوان آب نوشیده شود.(دکتر سهیل سخاوت)